# Dezericzky Ince
Dezericzky (Desericzky, ejtése: 'dezsericki', Desericius) Ince (keresztneve: József, Innocentius a S. Thoma Aquinate) (Felsődiós, 1702. március 25. – Vác, 1763. november 16.) piarista szerzetes, történetíró.

## Élete
Nemes nemzetségből származott, melynek ősi lakóhelye Deseric (Nyitra megye) volt. A nyitrai piarista gimnáziumból 1717-ben Privigyén a piarista rendbe lépett. 1719-től gimnáziumi tanár volt Nyitrán és Vácott, 1722-tól filozófiát és teológiát tanult Nyitrán. 1727-ben pappá szentelték. 1727/1728-ban Pesten tanította a poétikai és retorikai osztályt. 1729-től 1731-ig Vácott filozófiát tanított, 1731/1732-ben a novíciusok promagisztere volt Privigyén, majd és 1732–1735 között volt a rendi növendékek teológiatanára Nyitrán és Vácott. 1735-től 1738-ig a győri püspöki szemináriumban (papnevelőben) tanított. 1739-1742 között privigyei rektor (házfőnök) és novíciusmester volt, majd 1742. május 3-án a piarista rend Rómában tartott generális káptalanján a generális mellé asszisztensnek (kormánysegéd) választották.
1746 tavaszán arra vállalkozott, hogy XIV. Benedek pápa és a Hitterjesztési Kongregáció megbízásából Bukarestbe utazzon, ahol a katolikus hittel rokonszenvező fejedelem, Mavrokordat Konstantin nevelőket kért a pápától fia tanítására. Június elején egy addig Rómában tanuló magyarországi piarista növendékkel, Conradi Norberttel (Norbertus a Passione Domini) együtt meg is érkezett Bécsbe, majd Szentgyörgyre, de június 15-én kérte a generálistól, hogy betegsége miatt maga helyett Conradit és a románul beszélő Cósa Jakabot (Jacobus a S. Margarita) küldhesse. A generális utasítására azonban mégis mindhárman útra keltek, és 1746. szeptember 11-én megérkeztek Bukarestbe. Mikor azonban látta, hogy missziójuk sikerére kevés remény van, november 7-én elhagyta Bukarestet és visszatért Magyarországra. (Társai még a következő év elejéig maradtak.)
Ezután mint a váci rendház rektora és püspöki tanácsos élt. Ekkor készültek a magyarok eredetéről irt dolgozatai, amelyhez a római könyvtárakban, különösen a vatikániban végzett kutatásait is fölhasználta. Ő fedezte föl és közölte például Julianus barát jelentését (1748). E tárgyban tudományos vitája volt Pray György jezsuitával, melyet halála után tanítványa és rendtársa, Cetto Benedek folytatott. Nagy képzettségű pap volt és a legtudósabb férfiak közé tartozott. Rómában a Sapientia egyetemen és az Árkádia Akadémiában a neki föladott tételek fölött rögtönözte az elegiákat. Mint szónok is híres volt, különösen kitűntek Althan Mihály Frigyes váci és Erdődy László Ádám nyitrai püspökök fölött mondott gyászbeszédei.

## Művei
- Tractatus at probandam flammarum piacularium existentiam, Jaurini, 1736
- Lapis angularis, sive praemotio physica Thomistica primum ac. potissimum scholae D. Thomae fundamentum, dilucide exposita, Tyrnaviae, 1741
- Pro cultu litterarum in Hungaria ac speciatim civitate dioecesique Nitriensi vindicatio, Romae, 1743
- De initiis et majoribus Hungarorum commentaria, tomus I-V, Budae, 1748–1753, Pestini, 1760, öt kötet
- Dissertatio II. apologetica; Parergon, in Pray, Georgius, Supplementum ad annales veteres hunnorum, Tyrnaviae, 1764. cz. munkájában
- Desericius, Jos. Innoc. et Georgii Pray dissertationes ita collectae ut argumenta argumentis excipiantur, I-II, Colocae, 1768, III, Pestini, 1771
- Historia episcopatus dioecesis et civitatis Vaciensis, [Pest, 1770]